# Fenomenologie

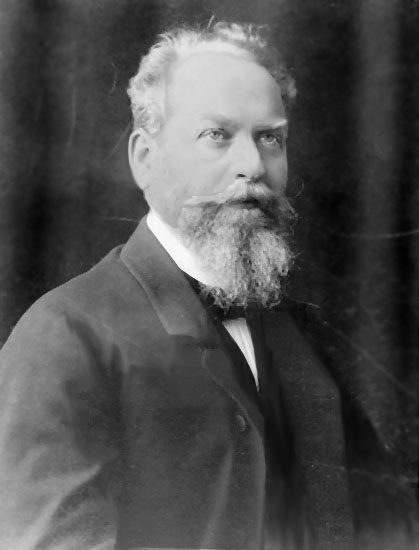
Edmund Husserl, grondlegger van de fenomenologie.

De fenomenologie (van Oudgrieks φαινόμενον phainómenon 'het zichtbare', 'verschijning' en λόγος lógos 'rede', 'leer') is een filosofische stroming in de hedendaagse filosofie - ontstaan op de grens van de 19e en 20e eeuw -, die uitgaat van de directe en intuïtieve ervaring van fenomenen en hieruit de essentiële eigenschappen van ervaringen en de essentie van wat men ervaart, probeert af te leiden. Zij gaat dus niet uit van bepaalde vooronderstellingen en is vrij van theorieën die verschijnselen causaal met elkaar in verband wil brengen. Centraal staat de notie van intentionaliteit: het denken of de ervaring is altijd gericht op iets (anders). De fenomenologie stamt uit de School van Brentano (genoemd naar Franz Brentano) en is voornamelijk gebaseerd op het werk van zijn belangrijkste leerling Edmund Husserl. Ze wordt meestal geplaatst binnen de continentale filosofie. Later werd de fenomenologie verder ontwikkeld door Max Scheler, Adolf Reinach en in de existentiële fenomenologie met onder anderen Martin Heidegger, Maurice Merleau-Ponty en Jean-Paul Sartre. Recentere filosofen, zoals Emmanuel Levinas en Jacques Derrida zijn ook sterk beïnvloed door de fenomenologie, maar hebben er tegelijkertijd ook sterke kritiek op. De inzichten die uit deze stroming voortvloeien rond intentionaliteit, bewustzijn en qualia spelen ook een rol binnen de filosofie van de geest.

## Kenmerken
De fenomenologie onderscheidt zich van de vroegere filosofie door twee kenmerken:
1. Fenomenologische methode: de fenomenologie heeft een eigen methode die als doel heeft het 'fenomeen' of datgene wat onmiddellijk gegeven is te beschrijven. Deze methode bestaat uit een reeks door Husserl voorgestelde reducties waar men theoretische aannames en dergelijke tussen haakjes moet zetten. Latere fenomenologen blijven echter niet altijd trouw aan deze reducties.
2. Filosofie van het wezen: de fenomenologie richt zich niet op kennis of de wereld, maar op het 'wezen' (Eidos). Met 'wezen' bedoelt men hier de ideële en begrijpbare kern van de verschijnselen die de mens direct kan vatten in zijn waarneming. Elke waarneming houdt immers een inhoud in, namelijk iets dat waargenomen wordt. Zelfs het inbeelden van een eenhoorn bevat nog een 'ingebeelde eenhoorn'. De fenomenologische waarneming concentreert zich op deze inhoud, het 'wezen', van de waarneming en negeert de vraag of dit object echt bestaat.

Daarnaast kan de fenomenologie ook opgedeeld worden in verschillende scholen:
- De transcendentale fenomenologie met de nadruk op de intentionaliteit en de kennistheorie bij Edmund Husserl, Eugen Fink, Anna-Teresa Tymieniecka en Dan Zahavi.
- De existentiële fenomenologie met de nadruk op begrippen als Dasein en Lebenswelt bij Martin Heidegger, Jean-Paul Sartre en Maurice Merleau-Ponty.
- De hermeneutische fenomenologie met de nadruk op interpretatie en de hermeneutiek bij Heidegger, Hans-Georg Gadamer en Paul Ricoeur.
- De ethische fenomenologie met de nadruk op alteriteit en de 'ik-jij'-relatie bij Max Scheler, Emmanuel Levinas en Jacques Derrida.
- De linguïstische fenomenologie met de nadruk op vertoog en intertekstualiteit bij Maurice Blanchot, Derrida en Michel Foucault.

### Fenomenologische methode
De fenomenologie kent een geheel eigen methode. Zoals al in het werk van Husserl blijkt, moet de fenomenologie in contrast met het empirisme en rationalisme begrepen worden. In tegenstelling tot deze beide benaderingswijzen, die de dingen die men kan waarnemen al met een geheel theoretisch kader benaderen, wil de fenomenologie "de dingen voor zichzelf laten spreken" en richt ze zich dus op het "wezen" van de waarneming. In die zin moet Husserls credo Zurück zu den Sachen selbst (terug naar de zaken zelf) begrepen worden. Fenomenologen bestuderen dan ook hoe de bepaalde zaken aan ons verschijnen, zoals ze aan ons verschijnen, vanuit de eerste persoon. De intentionaliteit staat centraal: de verbondenheid tussen het bewustzijn en hetgeen waarvan we bewust zijn (de wereld). Dit combineert de fenomenoloog met het tussen haakjes zetten van alle filosofische doctrines van het verleden: men moet het object onbevooroordeeld en zuiver benaderen.
Om de dingen voor zichzelf te laten spreken, roept Husserl enkele belangrijke reducties ter hulp. Het doel van deze reducties is om onzekere kennis tijdelijk te laten voor wat ze is, en om zich te concentreren op de zekere kennis van het ding dat wordt aanschouwd. Ze houden dus een (tijdelijke) onthouding van een oordeel of epoché in en bestaat eruit dat ze bepaalde zaken "tussen haakjes zet" (einklammert).
Allereerst komt de fenomenologische reductie: men moet alles wat gegeven is omzetten in het 'fenomeen' en men moet zich dus richten op de wijze waarop het door het bewustzijn wordt gekend, namelijk als intuïtie, herinnering, oordeel, ... Husserl stelt vast dat elke mens in zijn meest alledaagse omgang met de wereld altijd vertrekt vanuit de natuurlijke ingesteldheid (der natürlichen Einstellung): de mens oordeelt dat de dingen die hij ziet, de wereld, echt bestaan. De zogenaamde Generalthesis van deze natuurlijke ingesteldheid houdt het oordeel in dat de wereld los van de menselijke waarneming zou bestaan. Met de fenomenologische epoché wordt juist bedoeld dat men dit oordeel intrekt. Dit is niet hetzelfde als het in vraag stellen. In de fenomenologie van Husserl is de vraag of de dingen die we zien, horen, voelen, echt bestaan, niet fout of onzeker, maar irrelevant en die vragen moeten dan ook tussen haakjes gezet worden. De fenomenoloog moet zich enkel richten op het 'wezen' van de waarneming.
Dit doet hij via de eidetische reductie: waar men eerst nog de verschillende ervaringen van hetzelfde heeft, zowel van hetzelfde ding (verschillende perspectieven) als van dezelfde soort (verschillende gevallen van hetzelfde), moet men zich concentreren op het stabiele en het 'wezen' ervan. Dit is was Husserl de Wesensschau noemt. Hier wordt dus het individuele niveau overstegen. Het gaat bijvoorbeeld niet meer om een concrete stoel, maar om de ervaring van de stoel. Ten slotte is er nog de transcendentale reductie of epoché: alles wordt nu uitgesloten wat niet subjectief aan het bewustzijn is gegeven. Zo moet men vroegere filosofische theorieën of culturele vooroordelen naast zich neerleggen en is het irrelevant of hetgeen men in de ervaring aanschouwt al dan niet "echt" bestaat.

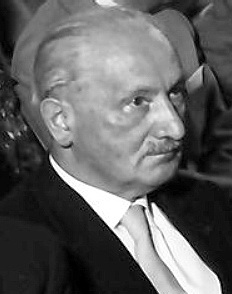
Heidegger (1960)

Latere fenomenologen wijken hiervan af. Zo onderscheidt Martin Heidegger drie andere stappen in de fenomenologische methode: allereerst is er inderdaad een fenomenologische reductie nodig, zoals Husserl betoogt. Daar stopt het echter niet. Voor Heidegger draait de fenomenologische methode niet om de blik terugleiden naar het zuivere bewustzijn, maar moet zich juist richten op een dieper niveau: een Verstehen van het diepere Zijn van de wereld. Dit 'Zijn' is echter geen voorwerp (zijnde) dat men in zijn gezichtsveld kan aantreffen, maar is net iets dat altijd op de achtergrond meespeelt. Voor Heidegger is de fenomenologie het laten zien van wat zich toont. Dit impliceert echter niet enkel het getoonde, de dingen die we zien, maar ook het gebeuren van het tonen zelf. Doordat Husserl het bewustzijn als een veld van gegeven zijnden ziet, heeft hij geen oog voor het diepere Zijn, het gebeuren van het tonen zelf, en vervalt zo in wat Heidegger de 'zijnsvergetelheid' (Seinsvergessenheit) noemt. De fenomenoloog moet zich juist richten op dat wat niet getoond wordt, het Zijn, via een 'fenomenologische constructie', de tweede stap in de fenomenologische methode. Men moet via een actief hermeneutisch verstaan het Zijn beschrijven. Het vertrekpunt van deze hermeneutiek was voor Heidegger de mens in zoverre hij besef heeft van zijn, of in Heideggers terminologie het "Dasein".
De derde stap gaat net als de tweede lijnrecht in tegen wat Husserl voorschrijft. Volgens Husserl moet men alle vroegere filosofische opvattingen en de geschiedenis tussen haakjes zetten. Dit is volgens Heidegger onmogelijk: het hangt immers van de historische situatie af welke mogelijkheden voor het 'ontwerp van het Zijn' mogelijk zijn. Elke filosofische reflectie, dus ook de fenomenologie, wordt bepaald door de reeds overgeleverde filosofische begrippen en gezichtspunten. Er is dus volgens Heidegger, dit is de derde stap, een 'destructie' nodig: een kritische afbraak van de filosofische begrippen via een onderzoek naar hun oorsprong. Pas door een goed historisch verstaan van de begrippen waarmee men werkt kan men tot een correcte fenomenologische constructie komen en zo dus tot een correct fenomenologisch verstaan.

### Eerste filosofie
Op grond hiervan stellen fenomenologen als Husserl dat de fenomenologie de 'eerste filosofie' is: het is de filosofie die de andere wetenschappen een fundament aanreikt. Zijzelf behoort tot de eidetische wetenschappen of 'wezenwetenschappen', waartoe Husserl ook de logica en de wiskunde rekent. De natuur- en scheikunde daarentegen behoren tot de wetenschappen van de feiten en richten zich op contingente gegevens. Een wetenschap der feiten steunt volgens Husserl altijd al op de wezenwetenschap. De rol van de fenomenologie tegenover de kennistheorie en psychologie is analoog met de funderende rol die de geometrie heeft tegenover de natuurkunde.

## Kernbegrippen

### Intentionaliteit
In de fenomenologie staat de notie van intentionaliteit centraal. Intentionaliteit verwijst naar het feit dat het bewustzijn altijd een bewustzijn van iets is. Intentionaliteit slaat dus op een steeds uitstaan naar de wereld: denken is altijd iets denken.
Dit principe van intentionaliteit vindt zijn oorsprong in de scholastiek en wordt in de hedendaagse filosofie herontdekt door Franz Brentano. Brentano definieerde intentionaliteit als intentionele inexistentie: een gerichtheid op een (mentaal) object of een 'immanente objectiviteit'. Belangrijk is dat Brentano met 'object' niet noodzakelijk een extern bestaand object bedoelde, maar het evengoed op ingebeelde objecten kan slaan. Men kan zich ook richten op ingebeelde eenhoorns of een fata morgana. Het belangrijkste is alleen dat elke ervaring altijd een inhoud heeft; ze is namelijk altijd gericht op iets.
Husserl maakte verder het onderscheid tussen de echte inhoud van een intentionele handeling, noesis, en de ideële inhoud, noema. De namen van deze termen leidde Husserl af van het Griekse nous, dat geest betekent. De noesis is de psychische handeling zelf (of men het beoordeelt of aanschouwt, of men het haat of liefheeft, accepteert of weigert, enzovoort). Dit vindt altijd plaats in het bewustzijn van een subject. De noesis hangt daarnaast altijd samen met het noema. Het noema slaat op de ideële betekenis die in de handeling vervat zit. Als A van B houdt is die liefde enerzijds de noesis (want de liefde van A voor B zit in het bewustzijn van A), maar liefde bestaat niet enkel in het bewustzijn van A. Het bestaat er ook buiten, als onafhankelijk begrip in de menselijke samenleving; dat is het noema liefde.

### Waarneming
De fenomenologie heeft ook een eigen kijk op het fenomeen van 'waarnemen'. De fenomenologische interpretatie van de 'intentionaliteit' leidt tot de stelling dat het enige wat de mens heeft, de ervaring van de objecten waarop hij zich richt is. Er is voor de mens slechts de 'immanente objectiviteit': de mens heeft slechts het object dat voor het bewustzijn verschijnt ter beschikking, maar nooit 'het object zelf'. Er moet wel een onderscheid gemaakt worden tussen waarnemingen van bewustzijnstoestanden en waarnemingen van externe objecten. De eerste categorie noemt Husserl de 'immanente waarneming'. Een voorbeeld is het waarnemen van woede in zichzelf. De immanente waarneming is volgens Husserl onbetwijfelbaar en het immanent object bestaat per definitie. Het is onmogelijk immanente woede te voelen zonder dat die woede daadwerkelijk bestaat. Daartegenover staat de 'transcendente waarneming' waarvan het waarnemen van een stoel een voorbeeld is. Deze waarnemingen zijn per definitie onzeker: het kan altijd blijken dat de stoel niet bestaat en slechts een illusie is. Een klassiek probleem met betrekking tot de transcendente objecten is het probleem van het filosofisch scepticisme: het lijkt niet goed mogelijk ooit zeker te zijn dat de transcendente objecten echt bestaan.
Husserl bood hier een oplossing voor: hij ontkende het feit dat als we bijvoorbeeld de illusie van een huis zien, dat we daadwerkelijk een 'huis' hebben gezien. Wat we zien is geen huis, maar slechts een (onvolmaakte) voorstelling van een huis. De mens is dus in staat een illusie als een illusie te erkennen op basis van die waarneming zelf. Aan het ingebeelde ding ontbreekt een zekere 'betrouwbaarheid' die echt bestaande zaken wel bezitten. Deze betrouwbaarheid bestaat uit het gegeven dat een echt bestaand ding een zekere welgeordende structuur bezit. Iedere waarneming, bijvoorbeeld van een huis, is op zichzelf incompleet en noemt Husserl een 'afschaduwing' (Abschattung): we zien bijvoorbeeld de achter- en binnenkant niet. Elke waarneming verwijst volgens Husserl ook al vooruit en achteruit naar andere mogelijke afschaduwingen. Dat men enkel de gevel van het huis ziet, wil niet zeggen dat men gelooft dat enkel die gevel bestaat: misschien herinnert men zich de binnenkant van het huis of heeft men de verwachting dat als men naar de achterkant van het huis gaat, men ook daadwerkelijk een achterkant zal zien. Een waarneming staat nooit op zich, maar is altijd geplaatst binnen een 'horizon' van vroegere en toekomstige afschaduwingen.
Het is vooral ook de fenomenoloog Maurice Merleau-Ponty geweest, die verder onderzoek heeft gedaan naar het fenomeen van de waarneming. In zijn Phénoménologie de la perception (1945) bekritiseerde hij de klassieke opvattingen van de waarneming zoals die in het rationalisme en het empirisme terugkomen en bevestigde de opvatting van Husserl. Zo schrijft hij: "Ons lichaam 'weet' reeds hoe het huis er vanuit een andere positie uitziet als we eromheen lopen." Het rationalisme en empirisme slagen er volgens Merleau-Ponty niet in om de waarneming zoals ze zich voordoet te begrijpen, maar behouden steeds een grote theoretische afstand. Zo vat het rationalisme de ervaring op als zouden we de chaos van zintuiglijke indrukken via de rede omvormen tot begrijpelijke zaken, terwijl het empirisme dan weer stelt dat de waarneming een constructie is van geassocieerde atomaire sensaties.
Toch was hij het niet geheel eens met Husserl. Voor Merleau-Ponty is "de oorspronkelijke waarneming een non-thetische, pre-objectieve en voorbewuste ervaring." Husserl vatte de waarneming nog te intellectualistisch op en zag niet het directe en voorbewuste karakter ervan. Dit leidde Merleau-Ponty tot de idee van het primaat van de waarneming, en in plaats van de stelling "alle bewustzijn, is bewustzijn van iets" gold voor Merleau-Ponty dat "alle bewustzijn, perceptueel bewustzijn is."

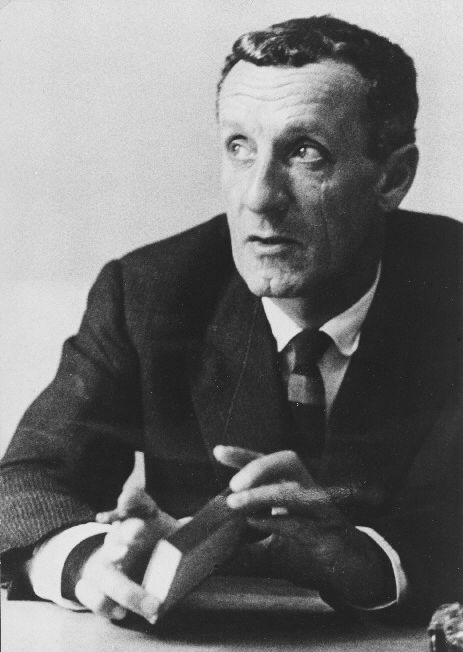
Maurice Merleau-Ponty.

### Het lichaam
In de fenomenologie van Merleau-Ponty staat ook het menselijk lichaam centraal. Hij bekritiseerde Husserls onderscheid tussen noesis en noema, dat volgens Merleau-Ponty niet opgaat voor zaken zoals het menselijk lichaam, de tijdsperceptie en de Ander. Het lichaam bijvoorbeeld is niet zomaar een object als alle andere objecten in de wereld. Zo is het lichaam net dat 'object' dat al onze ervaringen mogelijk maakt, maar tegelijkertijd ook beperkt. Het bepaalt onze plaats in de wereld: het lichaam is het perspectief van waaruit men de wereld waarneemt.
De nadruk in Merleau-Ponty's filosofie lag dan ook op de relatie tussen een persoon en zijn lichaam of net de eenheid tussen beide. Bekend zijn de voorbeelden van fantoompijn: personen die na een amputatie nog steeds zaken voelen in de verwijderde ledemaat. Dit kan niet begrepen worden in het klassieke schema van het zuivere bewustzijn dat volledig losstaat van het lichaam. In die zin is het lichaam ook geen object waartegenover we dezelfde afstand kunnen nemen zoals bij andere objecten. Het paradoxale ervan bestaat in het feit dat we het lichaam slechts kunnen waarnemen via het lichaam zelf: de zintuigen maken deel uit van het lichaam. In die zin is de mens nooit in staat het eigen lichaam in zijn geheel waar te nemen.
Het lichaam heeft dus een nauwe band met het bewustzijn en Merleau-Ponty wijst dan ook het dualisme van Descartes van de hand: het lichaam is geen neutraal object in de wereld zoals een ander object dat is, zij maakt echter net de waarneming mogelijk en wij zijn dus in zekere zin ons lichaam (in plaats van "wij bezitten ons lichaam"). Merleau-Ponty spreekt ook wel van het doorleefde lichaam (le corps vécu) of 'lichaam-subject' (le corps-sujet). Dit niet inzien is een fout die zowel het rationalisme en empirisme maken, die het lichaam en de geest apart denken.

### De wereld
Binnen de fenomenologie wordt, als men de reducties van Husserl volgt, de vraag naar het bestaan van de wereld tussen haakjes geplaatst. De fenomenoloog moet zich richten op het 'wezen' van de dingen en niet met de vraag of de wereld ook echt bestaat of niet. Toch kan de fenomenoloog niet ontsnappen aan het feit dat elke intentionele gerichtheid op een voorwerp altijd ingebed is in een bredere 'horizon' waarbinnen dit object gelokaliseerd is. De tafel staat naast de stoelen, in het huis, in het dorp, enzovoort. Martin Heidegger viel Husserl hierin bij: een waarneming is altijd ingebed in een hele horizon waarin die waarneming is ingebed. Twijfelen aan concrete dingen in deze wereld gaat - een waarneming kan fout zijn. Twijfelen aan de wereld, de hele waarnemingshorizon is echter onmogelijk.
Zelf verdedigde Husserl in zijn werk een transcendentaal idealisme met betrekking tot het bestaan van de wereld. Dat wil zeggen dat betogen dat een bepaald object bestaat (bijvoorbeeld de maan), gelijk is met de stelling dat er een ervaring van of keten van ervaringen richting dit transcendent object moet mogelijk zijn die het bestaan ervan bevestigt. Het bestaan van objecten rondom het bewustzijn hangt dus af van het bewustzijn en de ervaring zelf: zonder het bewustzijn bestaan ze niet.
Een ander belangrijk begrip binnen de fenomenologie met betrekking tot de wereld, is de "leefwereld" (Duits: Lebenswelt). Met leefwereld wordt in de eerste plaats de wereld bedoeld waarin elke mens 'leeft'. De leefwereld is dus de 'achtergrond' of 'horizon' waarin de mens altijd rondloopt en actief handelt. Iemands leefwereld bestaat uit de specifieke manier waarop men de wereld rondom zich ervaart en bestaat. Een mens ervaart zijn huis niet als een hoop bakstenen of zijn dorp niet als een neutrale verzameling woningen, maar verbindt deze steeds met bepaalde ideeën en symbolen. Volgens (de latere) Husserl is deze leefwereld de meest oorspronkelijke relatie die we tot de wereld hebben en gaat deze vooraf aan de wetenschappelijke interpretatie van de wereld, die er in feite parasitair op is. Gelijkaardige stellingen zijn terug te vinden bij enerzijds Heidegger en Maurice Merleau-Ponty, die de mens typeerden als altijd al reeds in de wereld geworpen (Dasein ist in-der-Welt-sein), en anderzijds Jean-Paul Sartre en Hannah Arendt, die betoogden dat de mens in de eerste plaats zijn zelf verwezenlijkt in zijn interactie met de wereld waarnaar hij steeds uitstaat.

### De tijd
Over de tijd, en meer concreet het tijdsbewustzijn, heeft Husserl gesproken in zijn Vorlesungen zur Phänomenologie des Zeitbewusstseins (1928). Geïnspireerd op de Belijdenissen van Augustinus, stelde Husserl dat het bewustzijn getypeerd wordt door een spanning tussen datgene wat al voorbij is en datgene wat nog moet komen. In de menselijke ervaring grijpt de mens steeds terug op dat wat net voorbij is. Bij het lezen van een zin begrijpt men de laatste woorden door de net gelezen woorden nog in het bewustzijn te houden. Dit noemt Husserl retentie. Daartegenover staat dat we ook steeds vooruitgrijpen: als men een lied hoort op de radio, dan grijpt men ook steeds vooruit op wat nog moet komen (men 'hoort' het refrein al bij de eerste tonen). Dit noemt Husserl protentie. Beide zaken zijn vereist om tot een volwaardige menselijke ervaring te komen. Mocht de mens niet in staat zijn tot retentie en protentie, dan zou hij de wereld versnipperd in nu-momenten ervaren die los van elkaar staan.
Bij Heidegger wordt deze tijdsdimensie nog sterker op de voorgrond geplaatst, wat al blijkt uit de titel van zijn hoofdwerk, Sein und Zeit (1927). Volgens Heidegger kunnen fenomenen slechts in een bewustzijn aanwezig zijn binnen de grenzen van een bepaalde tijdelijkheid. De mens is immers enkel gericht op de dingen rondom zich binnen zijn leven, dus na zijn geboorte en voor zijn dood. Hoewel dit een triviaal feit lijkt, is het belangrijk voor Heidegger. Het impliceert volgens Heidegger dat het waarnemen ook altijd de eeuwige relatie tot de geboorte, die voorbij is, en de dood, die nog moet komen, onderhoudt. De westerse filosofie heeft volgens Heidegger weinig oog voor deze temporaliteit die in haar besloten zit. Zo denkt men een zijnde altijd als iets dat aanwezig is, en dus nu is. Dit wil zeggen dat we iets enkel als bestaand zien als we het present zien. De westerse kijk op de wereld is dan ook gekenmerkt door een 'aanwezigheidsdenken'. Deze idee zal door Jacques Derrida verder worden ontwikkeld, bijvoorbeeld in diens begrip differance en 'aanwezigheidsmetafysica' (métaphysique de la presence).

### Intersubjectiviteit
Zoals al bij de sectie over 'wereld' vermeld werd, verdedigde Husserl een transcendentaal idealisme. Met betrekking tot de notie van intersubjectiviteit lijkt dit een probleem te vormen. Als het bestaan van de dingen rondom de mens afhangt van zijn (persoonlijke) ervaring, houdt dat ook het bestaan van andere personen in. Daarbij is het ook zo dat ervaring per persoon verschilt, waardoor ieder mens dus in een andere wereld leeft. Dit leidt dus tot een soort van solipsisme: 'enkel ik besta echt en de rest slechts door mijn toedoen.'
Husserl bestreed deze consequentie echter door erop te wijzen dat als men fenomenologisch naar de wereld kijkt, er wel degelijk andere personen rondlopen, die meer zijn dan verzinsels door het eigen bewustzijn en die daarbij in dezelfde wereld rondlopen. Er bestaan met andere woorden 'wezensmogelijkheden' om deze ervaringswerelden van verschillende personen op grond van wederzijdse inleving te verbinden en op elkaar af te stellen om zo uiteindelijk tot een intersubjectieve wereld te komen. De vroege leerling Adolf Reinach benadrukte dit punt ook: als een mens een ander blij mens ziet, ziet hij deze blijheid weliswaar in de eerste plaats indirect via het lichaam. Toch is het volgens Reinach gerechtvaardigd te stellen dat men de blijheid werkelijk ziet in de lichaamsuitdrukken van de ander zelf. Reinach maakte hier de analogie met de taal: ook hier neemt de mens in de eerste plaats de fysische verschijning van de taal waar, zoals de geluidsgolven of letters. Toch is de mens in staat om de betekenis van die woorden werkelijk te vatten. De mens heeft dus een onproblematische toegang tot deze 'niet-fysische' dimensie.
Heidegger spreekt in zijn werk over een gelijkaardig idee, namelijk het Mitsein: de mens is in zijn geworpenheid in de wereld altijd al verbonden met de mensen rondom zich. De mens kan andere mensen niet benaderen als neutrale objecten. Levinas zal hier dan weer kritiek op hebben omdat volgens hem dit geen echte intersubjectiviteit is, en niet buiten het solipsisme raakt (zie onder).

### Differentie en alteriteit
Latere fenomenologen, zoals Heidegger, Emmanuel Levinas en Jacques Derrida, verleggen hun aandacht van de fenomenologie als oorsprong van al onze kennis, naar de alteriteit die deze fenomenologie altijd impliceert. Terwijl Husserl en vroege fenomenologen zich steeds richtten op de verschillende objecten waarop we ons intentioneel kunnen richten, legden deze latere fenomenologen de nadruk op die zaken waarop men zich net niet intentioneel kan richten, maar toch bestaan. Een voorbeeld hiervan is de ultieme "singulariteit" en "particulariteit" van een ding. Dat dit ding dit ding is en geen ander valt steeds buiten de Wesensschau van Husserl. Filosofische theorieën plaatsen alle voorwerpen in een soort vaste hiërarchie en structuur waarin alles past binnen algemene categorieën.
Dit thema komt al in zekere mate in het werk van Heidegger voor, voornamelijk na zijn Kehre. Heidegger typeerde de westerse filosofie en westerse metafysica als een 'onto-theologie'. Vanaf Plato en Aristoteles vatte men de wereld op als een hiërarchische structuur van zijnden, met bovenaan het hoogste zijnde: de onbewogen beweger, God, enzovoort. Men richtte zich volgens Heidegger hier slechts op de ervaringen, maar niet om het gebeuren van de ervaring zelf, het 'Zijn', de transcendentie. Dit vergeten noemde Heidegger Seinsvergessenheit. Dit 'Zijn', dit gebeuren van het vertonen van de objecten, bestaat wel degelijk, maar men kan er zich niet intentioneel op richten. Heidegger verbond dit met zijn begrip van 'waarheid' als αλήθεια (onverborgenheid). De waarheid van een ding bestaat in de wijze waarop hij verschijnt, uit de verborgenheid naar voren treedt. Het Zijn zelf maakt deze onverborgenheid net mogelijk, maar is zelf daardoor altijd verborgen.
Hoewel Heidegger al de aandacht vestigde op bepaalde zaken die altijd aan het bewustzijn ontsnappen, werd dit idee geradicaliseerd door Levinas. Analoog met Heidegger zette hij een kritiek op de hele geschiedenis van de westerse filosofie uiteen. Volgens Levinas wordt de filosofie gekenmerkt door een 'egologie': ze is geobsedeerd door het synthetisch, totalitair systeemdenken en wil alle fenomenen en ervaringen herleiden tot het Ik of het bewustzijn. Dit is heel duidelijk bij het cogito ergo sum van René Descartes en het Duits idealisme van G.W.F. Hegel aanwezig, maar evengoed in de fenomenologie van Husserl zelf. Daarin bekleedt het 'transcendentaal bewustzijn' dezelfde positie: alle dingen kunnen slechts via intentionaliteit gekend worden door het bewustzijn. Ook Heidegger ontsnapte er volgens Levinas niet aan omdat hij het Verstehen van het Zijn nog centraal plaatste.
In tegenstelling tot Husserl ontkende Levinas dat het intentioneel gericht zijn op de wereld een vorm van transcendentie bevat. De intentionaliteit breekt niet uit het solipsisme van het eigen bewustzijn, maar eigent net datgene waarnaar het uitstaat, de dingen waaraan het denkt of waarnaar het verlangt, toe. De zogenaamde transcendente gerichtheid van Husserl is dus uiteindelijk een immanentisme: de transcendente objecten die ik zie blijken louter uit immanente ervaringen te bestaan. De filosofie heeft op deze wijze geen oog voor zaken die steeds buiten dit kennen (of "Licht" zoals Levinas het noemt), buiten de intentionaliteit, gezocht moeten worden en niet-synthetiseerbaar zijn. Levinas stelde dat "[d]at wat bij uitstek niet in een synthese te vatten is, is ongetwijfeld de relatie tussen mensen." Andere zaken die aan dit gegeven ontsnappen zijn de liefdesrelatie, de toekomst en het ouderschap. Stuk voor stuk zijn dit zaken die ontglippen aan een volledig begrip door het denken en de intentionaliteit. In de relatie met de Ander, bij het zien van het "Gelaat van de Ander" wordt de gerichtheid op het eigen bestaan, de "economie van het zelf", doorbroken. Bij deze relatie staat net de Ander centraal met zijn ethisch gebod dat het zelf dwingt tot een oneindige verantwoordelijkheid ten opzichte van de Ander.
Derrida ontwikkelde deze gedachtegang verder uit en gaf er een taalfilosofische en semiotische inslag aan. Als "poststructuralist" steunde Derrida op de opvatting van Ferdinand de Saussure dat een teken altijd bestaat uit een signifié ofwel betekende (wat bedoeld wordt met het teken) en een signifiant ofwel betekenaar (het materiële voorwerp waarmee men de boodschap overbrengt). De betekenis van tekens wordt volgens de Saussure niet bepaald door de dingen waarheen de tekens verwijzen, maar net door het hele systeem van andere betekenden en betekenaars. Het woord 'boom' krijgt zijn specifieke betekenis doordat men dat woord kan contrasteren met andere betekenden zoals 'struik' en 'blad', maar ook met andere betekenaars zoals 'boor' of 'boem'. Derrida noemt dit ontstaan van betekenis ook wel Différance. Tekens krijgen hun betekenis door zowel te verschillen van andere tekens, als het antwoord op de vraag naar de betekenis "uit te stellen" en te verwijzen naar andere tekens. Derrida's punt is dat er geen "transcendentaal betekende" bestaat: een ultiem betekende dat als fundament en doel van elke interpretatie zou werken. Volgens Derrida herbergen alle tekens, alle fenomenen "sporen" van andere tekens in zich en verwijzen ze zo steeds naar elkaar. Het einde van dit spoor, de transcendentale betekende, bestaat echter niet. Op deze wijze is er dus geen zuiver intentioneel verstaan mogelijk omdat elk intentioneel object, elk teken waarop men zich intentioneel richt, steeds verwijzingen bevat naar andere tekens die buiten die intentionaliteit vallen.

## Geschiedenis van de fenomenologie

### Het ontstaan bij Husserl

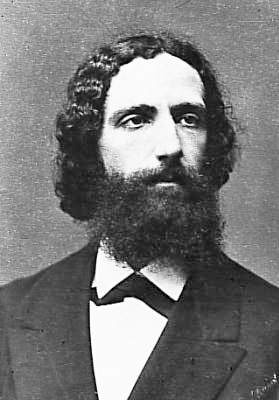
Franz Brentano.

De filosoof Edmund Husserl (1859-1938) geldt als de 'vader van de fenomenologie'. Toch kan men deze stroming, zij het nog niet onder deze naam, al terugleiden tot tal van vroegere filosofen. Zo kan men verwijzen naar de Boeddhistische filosofie of het hindoeïsme waarin al werd gereflecteerd op het bewustzijn en de verschillende staten waarin het lichaam zich kan verkeren. Ook klassieke filosofen als René Descartes (1596–1650) en David Hume (1711–1776) hielden zich in hun werk al bezig met het onderzoeken van waarneming, denken en verbeelding. Recentere voorbeelden zijn William James (1842–1910) die het bewustzijn beschreef als een stream of consciousness, Henri Bergson (1859–1941) en de levensfilosofie die de nadruk legde op het leven en de waarneming als een stroom (durée). De term 'fenomenologie' werd ook al door vroegere denkers gebezigd, zoals Goethe en Hegel.
De grote voorloper is echter Franz Brentano (1838-1917) die in zijn werk de verschillende gerichtheden van het bewustzijn onderzocht. In Psychologie von empirischen Standpunkt (1874) stelde Brentano dat het criterium voor het mentale de aanwezigheid van intentionaliteit is. Iets is dus maar een gedachte, een twijfel, kortom iets 'mentaals' als het intentionaliteit bevat. Als men nadenkt, denkt men altijd iets; als men ziet, ziet men altijd iets, zelfs als is het maar iets ingebeeld. Uit zijn werk stammen twee scholen, enerzijds denkers zoals Alexius Meinong (1853-1921), Aloïs Hofler (1853-1922) en Christian Ehrenfels (1850-1932) die een eigen "theorie van het object" opstelden, en anderzijds de fenomenologie van Husserl. Naast de invloed van Brentano moet ook de psycholoog Carl Stumpf (1848-1936) genoemd worden als een grote inspiratiebron voor Husserls fenomenologie.
Hoewel het werk van Brentano van cruciaal belang was voor de fenomenologie, kent ze haar geboorte pas in het werk van Edmund Husserl. In zijn Logische Untersuchungen (1900) ging hij op zoek naar een nieuwe methode voor de filosofie, vanwege de crisis die de hedendaagse filosofie trof en het opkomend psychologisme, en kwam uiteindelijk bij zijn fenomenologische theorie van de intentionaliteit en fenomenologische kennistheorie. Fenomenologie kwam in de eerste plaats neer op de "wetenschap van het bewustzijn" en er werd expliciet gekozen voor een benadering vanuit de eerste persoon. Het studieobject is dan ook het bewustzijn en de verschillende vormen van ervaringen, die worden beschreven zoals de ervaringen zich op het moment zelf presenteren met de nadruk op hun intentionaliteit. Breder richt het zich dan ook op de betekenis die vervat zit in de ervaring zelf, betekenis die breder kan zijn dan dat wat men in de taal kan uitdrukken.

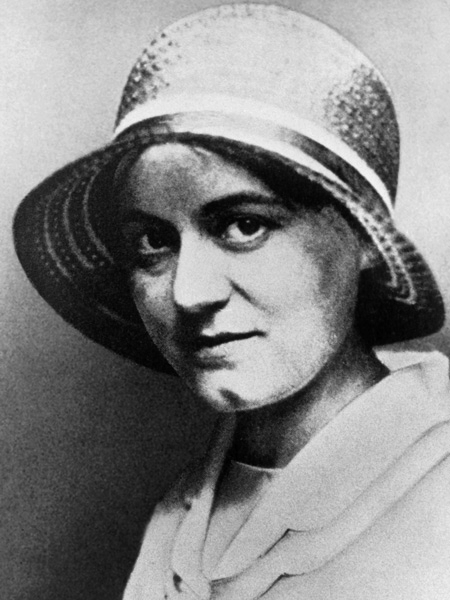
Edith Stein (1891-1942).

In Ideen zu einer reinen Phänomenologie und phänomenologischen Philosophie (1913) verbond hij zijn fenomenologie, die hij hier de 'eerste filosofie' noemde, met het transcendentaal idealisme van Immanuel Kant (1724-1804) en hernam zo diens transcendentaal programma: de voorwaarden en grenzen van de kennis bepalen. In het geval van Husserl ging het hier specifieker om de grenzen van het bewustzijn, maar net als Kant keerde Husserl zich weg van de "wereld op zich". Binnen de fenomenologie moet de vraag naar het bestaan van een buitenwereld op zichzelf tussen haakjes gezet worden (einklammern). Wanneer men een huis ziet, moet men zich concentreren op de wijze hoe dit huis ervaren wordt en de vraag of dit huis nu wel echt bestaat moet tussen haakjes gezet worden.
Verscheidene volgelingen van Husserl waren het echter niet eens met deze kantiaanse wending: personen als Adolf Reinach (1883-1916) en Roman Ingarden (1893-1970) benadrukten de noodzaak van het verbinden van de fenomenologie met een realistische ontologie; de vragen naar het bestaan van dingen moeten volgens hen juist niet tussen haakjes worden gezet.
In het latere werk, zoals in Die Krisis der europäischen Wissenschaften (1936) kreeg Husserl meer oog voor het feit dat ons bewustzijn niet helemaal gezuiverd kon worden, en verschoof zijn aandacht van het bewustzijn naar de leefwereld (Lebenswelt) — het geheel van vanzelfsprekendheden dat onze ervaring stempelt. Husserl stierf op 27 april 1938.
Het voortbestaan van de fenomenologie leek na de dood van Husserl niet verzekerd. Ten eerste was hij er niet in geslaagd een coherente fenomenologische school op te richten, maar waren veel volgelingen afgeweken van zijn leer. Ten tweede kwam in zijn geboorteland Adolf Hitler aan de macht. Dit vormde een probleem voor de nalatenschap van Husserl - Husserl had maar heel weinig gepubliceerd en liet meer dan 40.000 manuscripten in steno achter - dat achterbleef bij zijn vrouw in Freiburg en bedreigd werd vanwege de joodse achtergrond van Husserl en zijn vrouw. Het was Herman Van Breda, een Leuvense pater, die dit op tijd ontdekte en zich inzette om de nalatenschap van Husserl in veiligheid te brengen. Na enkele mislukte pogingen slaagde Van Breda erin de spullen van Husserl via de Belgische ambassade naar het Hoger Instituut voor Wijsbegeerte aan de Katholieke Universiteit Leuven te brengen en richtte daar de Husserl-archieven op. Hier is men begonnen met een kritische uitgave van het werk van Husserl dat tot op de dag vandaag nog niet voltooid is.

Max Scheler.

### Duitse fenomenologie
De vroege Duitse verspreiding van de fenomenologie was terug te vinden in onder anderen het werk van Alexander Pfander (1870-1941), Oskar Becker (1893-1964), Hedwig Martius (1888-1966), Moritz Geiger (1880-1937) en Edith Stein (1891-1942) in Duitsland en in de Münchense Phänomenologie (Johannes Daubert en Adolf Reinach in Duitsland, en Alfred Schutz in Oostenrijk).
De eerste grote vertegenwoordiger van de fenomenologie, naast Husserl, was de Duitse filosoof Max Scheler (1874–1928). Hoewel hij vandaag de dag grotendeels naar de achtergrond is verdreven, was hij van cruciaal belang in de vroege verspreiding van de fenomenologie in Duitsland. In werken als Der Formalismus in der Ethik und die materiale Wertethik (1913/1916) en Die Stellung des Menschen im Kosmos (1928) verbond Scheler de fenomenologische methode met klassieke thema's uit de ethiek, de godsdienstfilosofie en de wijsgerige antropologie.
In tegenstelling tot Husserl die het intellectueel oordelen van het bewustzijn centraal plaatste, is deze rol bij Scheler weggelegd voor het 'voelen'. Volgens Scheler is het voelen de eerste intentionele relatie met de wereld: niet weten wat de wereld is, maar weten dat er een wereld is en dingen in bestaan. En in dit voelen aanschouwt de mens de ethische waarden. Een ethiek moet volgens Scheler niet bestaan uit het volgen van regeltjes, maar juist uit het gehoor geven aan deze aangetroffen waarden. Kennis van deze waarden kan direct a priori verkregen worden. Deze intuïtieve vertrouwdheid met waarden beperkt zich echter niet enkel tot de ethiek, maar geldt voor alle waarden en alle menselijke emoties, zoals de esthetische waarden of het beminnen van een ander. Een gelijkaardige opvatting omtrent de ethiek vindt men ook bij Nicolai Hartmann (1882-1950), hoewel hij zich sterker inliet met de ontologie en dus de grenzen die Husserl vooropstelde, overschreed.
Terwijl Scheler in de eerste helft van de 20e eeuw werd beschouwd als de belangrijkste leerling van Husserl, wordt die rol vandaag de dag toebedeeld aan Martin Heidegger (1889–1976). Heidegger ging in de leer bij Husserl in Freiburg en beide filosofen werkten daar nauw samen. Husserl zag in Heidegger de toekomst van de fenomenologie gewaarborgd en zette zich dan ook in om Heidegger als opvolger te promoten. Nadat Heidegger eenmaal was aangesteld in Freiburg, bekoelde de relatie echter. Heidegger week steeds verder af van wat Husserl oorspronkelijke bedoelde. Het verschil kwam vooral op de voorgrond na de publicatie van Heideggers hoofdwerk Sein und Zeit (1927), dat op cruciale punten afweek van Husserls fenomenologie en het ideaal van filosofie als een strenge wetenschap. Heidegger werd door toedoen van deze publicatie de toonaangevende filosoof in Duitsland van zijn tijd.
Heidegger zette in dit werk een eigen versie van de fenomenologie uiteen. Het belangrijkste gegeven voor Heidegger was dat de mens in zijn dagelijkse bezigheden altijd al reeds in de wereld is (Dasein ist in-der-Welt-sein). Net als bij Husserl draait het hier dus niet om het bestaan van de wereld, maar de nauwe relatie tussen de mens en zijn handelingen enerzijds en de omgeving waarin we deze uitvoeren anderzijds. Heidegger sprak echter wel over de fenomenologie als een fundamentele ontologie. Dit moet echter niet opgevat worden als de studie van de zijnden of het hoogste zijnde, maar gaat voor Heidegger uitsluitend om het Zijn zelf en de verschillende wijzen (existentialen) waarop de mens, of beter het Dasein, in de wereld geplaatst zijn. In zijn werk zette Heidegger verscheidene fenomenologische analyses uiteen, onder andere van de gemoedstoestanden van de 'angst' en de 'verveling', die in zijn ogen cruciale 'zijnswijzen' van de mens zijn waarin het "niets" en het Zijn zich tonen.
Hij bekritiseerde Husserl in de zin dat Husserl nog steeds in het klassieke filosofische programma opgesloten zat, terwijl Heidegger juist stelde dat de meest eigenlijke wijze van de mens niet in zulke abstracte relaties zit, maar in normale praktische activiteiten. Filosofie was in die zin ook niet gelijk aan wetenschap, maar gaat er aan vooraf. Husserl wijdde enkele maanden aan de nauwkeurige bestudering van dit hoofdwerk van Heidegger en kwam tot de conclusie dat dat wat Heidegger in zijn werk uiteenzette niet meer kon beschouwd worden als de correcte voortzetting van zijn fenomenologie. Na Heideggers inaugurele rede op 24 juli 1929, gepubliceerd als Was ist Metaphysik?, braken de twee filosofen met elkaar. Rond de jaren 1933-1934, toen hij rector werd van de universiteit van Freiburg, sympathiseerde Heidegger met het opkomend nationaalsocialisme, waarin hij een politieke versie van zijn revolutie in de filosofie zag. Hoewel hij al na enkele jaren door onenigheden met de nationaalsocialistische politici het rectoraat neerlegde, leverde dit hem na de Tweede Wereldoorlog een doceerverbod op, dat pas in 1951 werd opgeheven.
Een opvolger van Heidegger was Hans-Georg Gadamer (1900-2002), die in Marburg nog assistent van Heidegger was geweest. Hij was zijn meest invloedrijke student in Duitsland en zette de fenomenologie in de vorm van een hermeneutiek verder.
Een andere aparte Duitse fenomenoloog was Hannah Arendt (1906-1975). Omdat ze joods was, vluchtte ze in 1933 naar Frankrijk en in 1940 naar Amerika. Daarom publiceerde ze ook veel van haar werk in het Engels. Haar denken bestaat voornamelijk uit een fenomenologische analyse van de menselijke conditie waarin vooral de politieke verschijnselen en arbeid centraal staan. Haar belangrijkste fenomenologische werken zijn The Human Condition (1958) en het postuum verschenen The Life of the Mind. Ze maakte in haar werk een sterk onderscheid tussen de natuurlijke en specifiek menselijke realiteit. Wat de mens is moet strikt onderscheiden worden van wie de mens is. Mensen gelijken in biologisch opzicht sterk op elkaar, maar zijn allen uniek door toedoen van hun daden en woorden, de symbolische sfeer. Hiermee sloot ook zij aan op de hermeneutische traditie.

### De Franse fenomenologie
Vanaf de jaren 30 waaide de fenomenologie over naar Frankrijk en heeft daar de ontwikkeling van de existentiële fenomenologie en het existentialisme essentieel beïnvloed, zoals duidelijk wordt in het werk van Jean-Paul Sartre (1905-1980), Emmanuel Levinas (1906-1995), Maurice Merleau-Ponty (1908-1968) en Paul Ricoeur (1914-2005). Zo was Levinas een van de eerste die over Husserl schreef en de fenomenologie onder de aandacht bracht in Frankrijk. Ricoeur had daarnaast tijdens de Tweede Wereldoorlog, toen hij gevangen zat, samen met zijn Duitse kampbewakers Husserls Ideen I in het Frans vertaald en van commentaar voorzien. Merleau-Ponty had zich al in de jaren 30 verdiept in het werk van Husserl toen hij de Husserl-archieven bezocht. Een ander vroeg Frans fenomenoloog was Alexandre Koyré (1892–1964). Ook kan er een verband gelegd worden naar het werk van Marcel Proust die duidelijke trekken van een fenomenologische beschrijving van de wereld bevat.

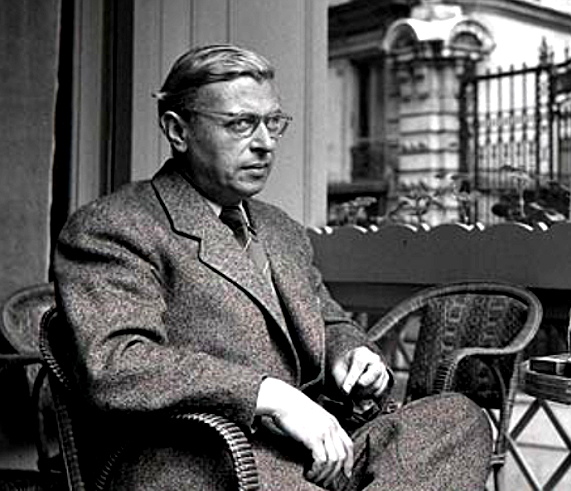
Jean-Paul Sartre.

Jean-Paul Sartre vond zijn roeping van de filosofie door toedoen van Levinas' Franse vertalingen en inleidingen op het denken van Husserl. In de jaren 30 ging hij naar Berlijn om daar de werken van Husserl en Heidegger te bestuderen, hoewel hij grote moeite had met het begrijpen van de Duitse teksten. Tijdens zijn krijgsgevangenschap verdiepte hij zich in de fenomenologie en schreef de postuum gepubliceerde Carnets de la drôle de guerre. Een van de eerste gepubliceerde werken van Sartre over de fenomenologie is La Transcendance de l'Ego (1936), maar het komt pas volledig tot zijn uiting in zijn hoofdwerk L'être et le néant (1943). Bij Sartre staat de notie van bewustzijn weer geheel centraal en zijn er duidelijke invloeden van René Descartes, Hegel en Alain. Zijn manier van schrijven typeerde zich vooral doordat hij verschillende vormen van ervaringen op een literaire wijze beschreef om er zo meer inzicht in te krijgen. Dit deed hij met name ook door het schrijven van romans. Zo staat de grondervaring van de "walging" in La Nausée (1938) centraal. Sartre schreef dan ook op een veel minder technische en ontoegankelijke wijze dan Husserl en Heidegger. In zijn magnum opus L'Être et le néant werkte hij een 'negatieve fenomenologie' uit: het menselijk bewustzijn, het Ik, is in de eerste plaats een 'niets', iets onbepaald. Alle eventuele inhoud is iets 'transcendent': het gedrag, karakter, beroep, enzovoort van het Ik vindt men immers als intentionele objecten buiten het bewustzijn. Deze fundamentele onbepaaldheid, en dus vrijheid, van de mens verbond Sartre dan met zijn politiek activisme en existentialisme.
Naast Sartre geldt Maurice Merleau-Ponty als de tweede grote vertegenwoordiger van de existentiële fenomenologie, een stroming waarin de fenomenologie en het existentialisme samenkomen. Merleau-Ponty's denken valt op te splitsen in twee perioden met respectievelijk Phénomenologie de la Perception (1945) en Le visible et l'invisible (postuum in 1964 gepubliceerd) als belangrijkste werken. In zijn eerste periode probeerde hij de ervaring van de wereld in haar meest oorspronkelijke, voortheoretische vorm te beschrijven. Hij zette zich vooral tegen het wetenschappelijke en dualistische tendens af om naar de wereld te kijken. In Phénomenologie de la Perception integreerde Merleau-Ponty ook gegevens uit de gestaltpsychologie, van zijn leermeester Henri Bergson en liet zich inspireren door de hedendaagse kunst. Dit zette hem op het spoor om de stelling te verdedigen dat het lichaam niet zomaar een ding is in de wereld, maar heel nauw is verweven met ons bewustzijn en de wereld. In zijn tweede periode verschoof de aandacht van Merleau-Ponty naar gegevens als intersubjectiviteit en taal en kwam hij onder invloed te staan van de opkomende structuralistische stroming.
Het werk van Paul Ricoeur, die in de jaren 50 Husserls Ideen I in het Frans vertaalde, kan worden beschouwd als een hermeneutische fenomenologie van de wil. Om te begrijpen wat dit inhoudt, moet men kijken naar Ricoeurs achtergrond: hij was overtuigd protestant en was vertrouwd met de theologische traditie. Zo was hij gefascineerd door het probleem van het kwaad, een probleem dat traditioneel verbonden wordt met de wil: het draait om de vraag hoe een mens in staat is het slechte te willen. De originaliteit van Ricoeur lag erin dat hij dit probleem benaderde vanuit de fenomenologische methode. Dit is dan ook het hoofdthema voor zijn boek Le volontaire et l'involontaire (1950) en Finitude et culpabilité (1960).
Husserl zelf vatte de wil op als een variant van het waarnemende bewustzijn. Bij de wil ging het niet om 'waarnemen', maar om ' wert-nehmen ' (waarden waarnemen). Ricoeur volgde echter de kritiek van Scheler, Merleau-Ponty en Gabriel Marcel (1889-1973) op deze 'te intellectualistische' interpretatie van de wil. De wil is bijvoorbeeld altijd in sterke mate verbonden met het lichaam: als men iets wil eten, lijkt het in de eerste plaats te gaan over het lichaam dat iets wil. Ook is Ricoeur gefascineerd door het gegeven dat de mens niet actief kan beslissen over wat hij wil willen. In die zin is volgens Ricoeur het eerste willen altijd onvrijwillig. Dit eerste willen dat niet van het bewustzijn zelf komt, maar dat net van buiten het bewustzijn komt, zette hem ertoe aan zijn fenomenologie een sterke hermeneutische draai te geven. Dit eerste willen is immers niet iets dat zuiver voor het bewustzijn verschijnt; men kan zich er niet intentioneel op richten. In die zin is ook het bewustzijn, het menselijke zelf nooit één, maar altijd verdeeld en kan met het probleem van het kwaad slechts indirect op het spoor komen, via verhalen, symbolen en riten.
Een aparte positie in de traditie bekleedt Emmanuel Levinas, een leerling van Heidegger. Zoals al vermeld was het grotendeels door zijn werk dat Husserl en Heidegger ingang vonden in de Franse filosofie. Doch zelf bleef Levinas het merendeel van zijn carrière onbekend en brak pas laat door. In zijn vroege denken hield hij zich voornamelijk bezig met de ervaring van het "Il y a" (het "er is"). Dit "er is" kwam voornamelijk tot uiting in ervaringen zoals de slapeloosheid of de misselijkheid. Hierin verliest de persoon zijn persoonlijkheid, gaat hij op in "naamloze zijn" of het "er is". De slapeloze ervaart een volledige leegte in zijn slapeloosheid: hij is op niets gericht en wil ook niets. Toch is er niet niets, want er is nog steeds een anoniem "geruis" op de achtergrond. Dit is het "er is".

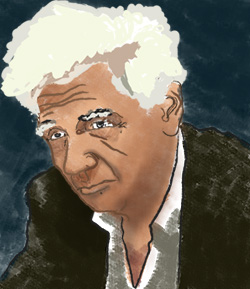
Een tekening van Jacques Derrida.

Pas bij het verschijnen van zijn magnum opus, Totalité et Infini (1961) brak Levinas door. Hierin verschoof zijn denken weg van de fenomenologische analyse. Men kan hem nog binnen de fenomenologische traditie plaatsen, maar de nadruk die hij vanaf 1961 steeds meer legde is die op dat wat voorbij de fenomenologie gaat, namelijk de alteriteit: men komt in het leven op verschillende plaatsen in contact met de Ander (ander persoon, andere visie) en deze Ander is grotendeels onherleidbaar en onreduceerbaar tot onszelf en het vertrouwde. Er blijft dus steeds een kloof tussen het Ik en de Ander. Hij werkte dit uit tot een kritiek op de hele westerse wijsbegeerte die voor hem totalitair was. Ook de vroegere fenomenologie was "totalitair" in de zin dat ze al hetgeen dat buiten het Dasein of het "Zelfde" viel, namelijk het Andere, wilde reduceren tot ditzelfde. De filosofie van Husserl en Heidegger, de hele Westerse traditie is een egologie, het Ik staat centraal.
Verder kan men ook denkers zoals Jacques Derrida (1930-2004) en eventueel Michel Foucault (1926-1984) onder de fenomenologie plaatsen, hoewel zij beiden sterk afweken van de vroegere fenomenologen. Derrida spendeerde al in 1953 enige tijd in het Husserl-archief te Leuven om het werk van Husserl te bestuderen. Zo centreren Derrida's eerste werken zich rond het werk van Husserl: in 1953 schreef hij Le problème de la genèse dans la philosophie de Husserl, maar dit werk werd pas in 1990 gepubliceerd. In 1962 verscheen Derrida's eerste belangrijke publicatie, namelijk een Franse vertaling van Husserls Der Ursprung der Geometrie, samen met een inleiding die twee keer zo lang was als de tekst zelf. Het werk La voix et le phénomène (1967) draaide ook nog om Husserl, maar dan op een kritische manier. In dit werk kwam Derrida's eigen denken al naar voren, namelijk wat later bekend werd als de "deconstructie". Vervolgens verplaatste Derrida's aandacht naar het werk van Heidegger, voornamelijk door diens sterkere existentiële toon. In zijn oeuvre, al vanaf De la grammatologie en  L'écriture et la différence (beide eveneens verschenen in 1967), verschoof de aandacht naar noties zoals 'teken', 'différance' en 'spoor'. Derrida concentreerde zich op het schrift, in tegenstelling tot de geschiedenis van de westerse filosofie die volgens hem altijd het gesproken woord centraal plaatste. Het is net het schrift en de 'aanwezigheid van de afwezigheid van een vaste context of leefwereld' bij het schrift die de overdracht van een boodschap mogelijk maakt, zowel tussen verschillende generaties, tussen talen als tussen taalgebieden (bijvoorbeeld bij de metafoor). Het schrift resulteert echter niet in een 'zuivering' van de boodschap, bijvoorbeeld door emoties uit de boodschap te bannen, maar resulteert volgens Derrida altijd in een nieuwe 'besmetting': de tekst wordt altijd gelezen vanuit een nieuwe context.

### Fenomenologie in de Lage Landen
In de Lage Landen waren er verschillende filosofen verantwoordelijk voor de verspreiding van de fenomenologie. Een belangrijk werk dat hiertoe bijdroeg was het boek Existentiële fenomenologie (1959) van W. Luijpen. In België was het werk van Alphonse De Waelhens (1911-1981) van belang, naast de in Leuven opgerichte Husserl-archieven. Specifieker zorgde onder anderen Kees Kwant (1918-2012) en Reinout Bakker (1920-1987) voor de verspreiding van het werk van Merleau-Ponty en Theo de Boer (°1932) voor de interesse in het oeuvre van Levinas.
Er is echter ook een eigen fenomenologisch denken ontwikkeld in Nederland, bijvoorbeeld bij F.J.J. Buytendijk (1887-1974), in wiens werk een duidelijke invloed van de fenomenologie voelbaar is (vooral door Maurice Merleau-Ponty). Men spreekt soms van de 'Utrechtse school' (vooral actief van 1945 tot 1965) rond Buytendijk, die als doelstelling had de fenomenologie centraal te plaatsen in de menswetenschappen. Buytendijk beschreef de taak van deze 'school' als volgt:
"Wij willen de mens uit zijn 'wereld' begrijpen, dat wil zeggen uit de zinvolle grondstructuur van het geheel van situaties, gebeurtenissen, culturele waarden, waar hij zich tot richt, waarvan hij bewustzijn heeft, waarop zijn gedragingen en gedachten en gevoelens betrokken zijn – de wereld, waarin de mens bestaat, die hij in de loop van zijn persoonlijke geschiedenis aantreft en vormt door de betekenissen, die hij aan alles geeft. De mens is niet 'iets' met eigenschappen, maar een initiatief van verhoudingen tot een wereld, die hij kiest en waardoor hij gekozen wordt."
Andere vertegenwoordigers van deze school waren Martinus J. Langeveld (1905–1989) en Johannes Linschoten (1925-1964). Een aparte denker, wel verbonden met deze school, was de Nederlandse psychiater Jan Hendrik van den Berg (1914–2012). Hij typeerde zijn eigen werk als metabletica: men moet de psychologie begrijpen vanuit het postulaat van de veranderlijkheid van de mens. Een bekend werk van zijn hand is Metabletica of leer der veranderingen (1956). Omdat hij sterk de nadruk op de historische veranderingen legde, wordt zijn werk ook wel getypeerd als 'historische fenomenologie.' De fenomenologisch geïnspireerde psychotherapeut moet volgens van den Berg de patiënt en zijn leefwereld metabletisch benaderen en moet inzien dat de geschiedenis uit synchrone structuren opgebouwd is, die elkaar opvolgen. Een maatschappelijke verandering staat nooit alleen: verandert de opvatting over de spiritualiteit, dan is deze verandering bijvoorbeeld ook voelbaar in de architectuur of in de natuurperceptie. Hij paste deze metabletische methode op verscheidene verschijnselen toe, zoals de Metabletica van God (1995).

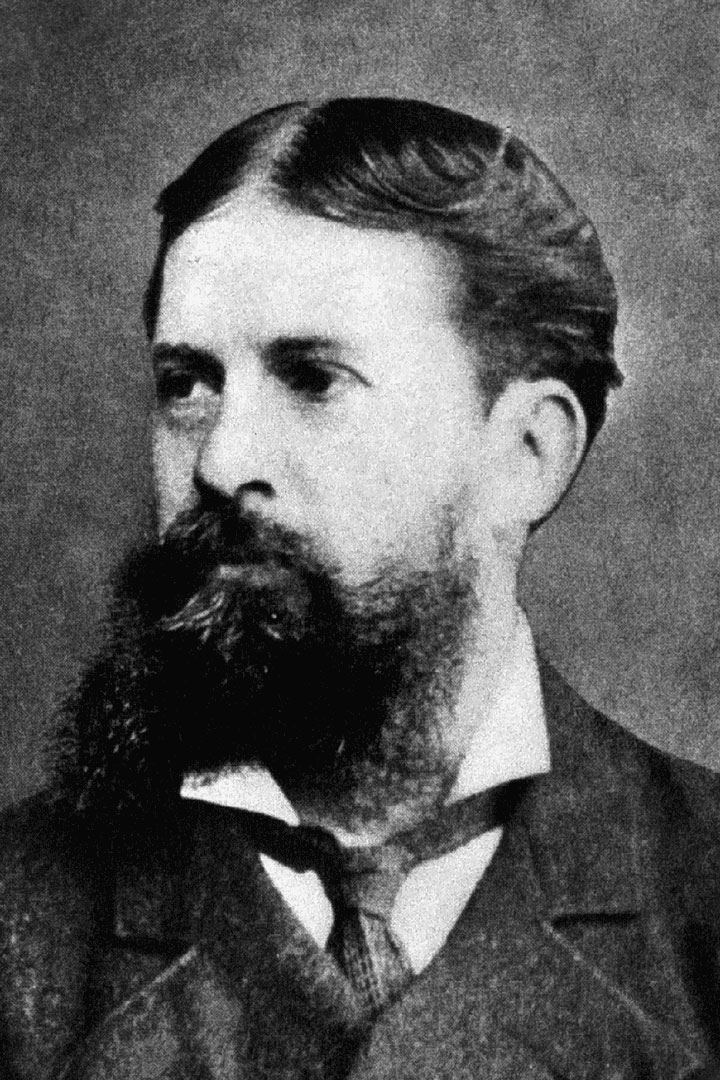
C.S. Peirce.

### Andere fenomenologen
Hoewel de fenomenologie vooral toonaangevend was in Duitsland en Frankrijk, verspreidde het zich ook naar andere landen. Zo was de Tsjech Jan Patočka (1907-1977) een belangrijke vertegenwoordiger van de fenomenologie in Centraal-Europa. In Rusland werd de fenomenologie dan weer binnengebracht door onder anderen Gustav Shpet (1879—1937). In de Verenigde Staten was het Marvin Farber (1901-1980) die Husserls fenomenologie bekendmaakte. Een meer hedendaagse Amerikaans vertegenwoordiger is Hubert Dreyfus (1929-2017).
Sommigen wijzen er echter op dat er al een onafhankelijk fenomenologisch denken in Amerika te vinden was, namelijk in het werk van de pragmatist C.S. Peirce (1839–1914). De term 'fenomenologie' verscheen bij Peirce zelf voor het eerst in 1902 in een tekst die pas postuum gepubliceerd werd. Toch kan men al een fenomenologische theorie, zonder de naam weliswaar, terugvinden in zijn artikel On a New List of Categories (1867). Daarnaast schakelde Peirce in zijn late werk ook over op de term "faneroscopie", de studie van de faneron (het manifeste, het publieke).
Peirce fenomenologie is gebaseerd op een categorieënleer, bestaande uit drie categorieën, namelijk Firstness, Secondness en Thirdness. Kort gezegd slaan deze drie categorieën op 'kwaliteit', 'contrast' en 'wetmatigheid'. Elke waarneming heeft bepaalde kwaliteiten, zoals de kleur of de smaak (qualia), dat voorafgaat aan taal en denken en nog op zichzelf onbepaald is. Daarnaast kan zij ook enkel betekenisvol zijn doordat ze gecontrasteerd of gerelateerd wordt met andere zaken: rood is rood omdat het niet groen is. Ten slotte is het nodig, om tot een contrast te komen, dat de verschillende zaken vergeleken en de wetmatigheden en verbanden onderkend worden: bloed is bijvoorbeeld steeds rood, terwijl het gras vaak groen is. In elke ervaring spelen de drie categorieën een rol, hoewel in specifieke gevallen de een dominanter kan zijn dan de ander. Deze categorieën worden volgens Peirce opgedrongen door de waarneming zelf en zijn een product van de menselijke evolutie.
Daarnaast was Peirce ook de grondlegger van de semiotiek en anticipeerde in zijn werk al op het werk van Jacques Derrida en diens kritiek op de mogelijkheid van een transcendentaal betekende. Het oeuvre van Peirce is echter grotendeels onbekend gebleven in de 20e eeuw en de gelijkenissen tussen Peirces fenomenologie en de Europese variant worden pas vanaf het einde van de 20e eeuw onderzocht.

## Invloed
De fenomenologie heeft invloed uitgeoefend op een hele reeks andere filosofische stromingen. Het duidelijkste voorbeeld is het existentialisme van Franse denkers zoals Albert Camus (1913-1960) en Gabriel Marcel. De scheidingslijn tussen fenomenologie en existentialisme is soms moeilijk te trekken. Vaak spreekt men ook van "existentiële fenomenologie" bij Sartre en Merleau-Ponty om aan te tonen dat beide stromingen samengaan. Een ander Frans filosoof, die sterk beïnvloed is geweest door de fenomenologie, was Raymond Aron (1905-1983).
De fenomenologie heeft op bepaalde punten ook haar invloed gehad op de analytische filosofie. G.E. Moore (1873-1958) zijn ethiek is bijvoorbeeld sterk verbonden met het werk van Franz Brentano. Daarnaast is er ook de Britse filosoof en vertegenwoordiger van de ordinary language philosophy Gilbert Ryle (1900–1976), die zijn werk op sommige plaatsen als 'fenomenologie' typeerde. Hij schreef daarnaast in 1929 een positieve recensie van Heideggers Sein und Zeit in het tijdschrift Mind. Ryles boek The Concept of Mind (1949), vaak beschouwd als een uiteenzetting van een filosofisch behaviorisme, bevat vele fenomenologische elementen. Een andere wijze waarop de fenomenologie de analytische filosofie binnensijpelde was via de eerder vernoemde Marvin Farber, die de fenomenologie naar Amerika bracht, en onder andere Wilfrid Sellars (1912–1989) beïnvloedde, in wiens werk fenomenologische concepten terug te vinden zijn.
De analytische filosofie stond echter in de 20e eeuw grotendeels vijandig tegenover de fenomenologie, die onder de noemer van continentale filosofie werd geplaatst. Vooral het werk van denkers zoals Heidegger en Levinas werd als "duister" en "obscuur" getypeerd. In de hedendaagse analytische filosofie is dan weer terug interesse in de inzichten van de fenomenologie, met name met betrekking tot haar relevantie voor de filosofie van de geest. De nadruk wordt vooral gelegd op Husserl en de verbanden die hij legde tussen zijn fenomenologie, logica en semantiek. Vanaf het einde van de 20e eeuw wordt ook teruggegrepen op het werk van Merleau-Ponty dat relevant lijkt te zijn voor de neurofilosofie en de moderne neurowetenschappen. Met name zijn visie op de sterke verwevenheid tussen lichaam, waarneming en wereld oefent invloed uit.
In Duitsland is het werk van Karl Jaspers (1883–1969), dat getypeerd kan worden als 'existentiefilosofie', op sommige punten nauw verwant met de fenomenologie, hoewel men Jaspers niet als fenomenoloog kan zien. Hetzelfde geldt voor de 'nieuwe metafysica' van Nicolai Hartmann. Deze nieuwe metafysica had daarnaast ook haar vertegenwoordigers in het Verenigd Koninkrijk zoals Samuel Alexander (1859–1938) en de procesfilosofie van A.N. Whitehead (1861-1947). In de jaren 60 begon de Duitse filosoof Hermann Schmitz (°1928) de stroming van de 'nieuwe fenomenologie' (neue Phänomenologie) en probeerde zo het de oorspronkelijke fenomenologie te rehabiliteren. Ook in het marxisme, concreter het autonoom marxisme van Paolo Virno (°1952), is de invloed van de fenomenologie voelbaar. In zijn boek Grammatica della moltitudine (2003) zette hij bijvoorbeeld een fenomenologie van de "nieuwe subjectiviteit" binnen het postfordisme uiteen en beroept hij zich op inzichten van Heidegger en Merleau-Ponty.
Verder heeft de Amerikaanse filosoof Ken Wilber de fenomenologie ook opgenomen in zijn 'integrale theorie' (Integral Theory), waarin hij tracht te komen tot een allesomvattende theorie van de werkelijkheid en het menselijk bewustzijn.

### Wetenschappelijke methode
De fenomenologie had ook invloed op de methodologie van verscheidene wetenschappen. In de natuurwetenschappen is de fenomenologie de benadering van verschijnselen die zich ertoe beperkt een verschijnsel zo grondig en nauwkeurig mogelijk te beschrijven. Er wordt bewust geen theorie of andere hypothese geformuleerd over de oorzaken van de waargenomen verschijnselen. Anderzijds kan wel geprobeerd worden op basis van de waargenomen verschijnselen uitspraken te doen over mogelijke gevolgen van die verschijnselen. Dit soort fenomenologie gaat echter al terug op het werk van Goethe (1749–1832), bijvoorbeeld diens Zur Farbenlehre (1810). Dit soort fenomenologie speelde ook een centrale rol in het werk van Rudolf Steiner (1861-1925).
In de humane wetenschappen was de fenomenologie invloedrijker. Eerder vermeld was al de 'Utrechtse school', met onder anderen F.J.J. Buytendijk en Jan Hendrik van den Berg, die de fenomenologie trachtte toe te passen in de psychologie, psychotherapie, pedagogiek en de geschiedenis. Meer specifiek vindt men in de psychologie ook fenomenologische ideeën in de gestaltpsychologie van Wolfgang Köhler (1887–1967) en in de humanistische psychologie van Carl Rogers (1902–1987)
Daarnaast was er nog Alfred Schütz (1899-1959), de vader van de fenomenologische sociologie, die de sociale realiteit zoals ze uit zichzelf verschijnt wenste te beschrijven. Nauw verwant met deze stroming is ook de etnomethodologie van Harold Garfinkel (1917-2011). De etnomethodologie werkte vooral met zogenaamde crisisexperimenten (breaching experiments): men gaat in tegen de sociale realiteit of verwachting om een beter zich te krijgen via welke methodes gewone mensen de sociale realiteit rond zich vorm geven. Een voorbeeld kan zijn dat men op de vraag 'alles goed met jou?' niet simpelweg ja (of nee) antwoordt, maar de vraag serieus neemt en zijn hele gemoedstoestand uiteen zal zetten.
De fenomenologische methode is ook toegepast in de theologie en godsdienstfilosofie. In dat verband spreekt men van de fenomenologie van de religie of de fenomenologie van het christendom. Concreter had bijvoorbeeld ook Heidegger een sterke invloed op de theoloog Rudolf Bultmann (1884-1976). Tevens kan men spreken van een fenomenologische stroming in de architectuur, onder anderen bij Peter Zumthor (°1943), Daniel Libeskind (°1946) en Steven Holl (°1947). Deze stroming is vooral geïnspireerd op Heidegger, maar ook op Merleau-Ponty en Gaston Bachelards La Poétique de l'Espace (1958).

## Kritiek

### Interne kritiek
De fenomenologie is er nooit in geslaagd een geheel coherente stroming te zijn en heeft dus voortdurend met interne kritiek te maken gehad. Zoals eerder vermeld was een vroeg kritiekpunt al de wending naar het transcendentaal idealisme bij Husserl in zijn Ideen I (1913). Volgens Husserl was het bestaan van de wereld en de objecten rond ons afhankelijk van de menselijke ervaring zelf. Zonder de ervaring zouden die dingen niet bestaan. Voor vele vroege leerlingen en volgers was dit een stap terug in de metafysica, terwijl de fenomenologie net de belofte inhield weg te keren van het speculatieve denken en zich te richten op de dingen zelf. Vele fenomenologen zijn hem dan ook niet gevolgd in deze kantiaanse wending. Enkele jaren voor zijn dood, wanneer Husserl terugblikt op zijn fenomenologisch ideaal, gaf hij toe dat 'de droom lijkt uitgedroomd'.
Een tweede punt van kritiek op Husserl dat geuit werd door latere fenomenologen is het intellectualistisch karakter van zijn leer en de centrale rol die aan het bewustzijn wordt toegekend. Fenomenologen als Martin Heidegger en Maurice Merleau-Ponty wijzen erop dat er vóór deze theoretische benadering van de wereld, een nog veel evidentere en directer contact is met de wereld: die van de praktische relatie tot de dingen. De mens begrijpt de wereld direct wanneer hij praktisch met haar omgaat en de dingen als gereedschap gebruikt (Heidegger) en ook het menselijke lichaam is geen abstract theoretische en transcendente waarneming, maar iets dat we direct begrijpen (Merleau-Ponty). Breder kan gesteld worden dat Husserl in zijn werk gebruikmaakt van een reeks 'operationele begrippen': begrippen die Husserl nodig heeft om de wereld fenomenologisch te beschrijven, maar begrippen die zelf niet fenomenologisch te funderen zijn of ontsnappen aan de fenomenologische reductie. Zo heeft Husserl, in tegenstelling tot latere denkers zoals Derrida, geen oog voor het eigene van de taal: de taal en dus de woorden die we gebruiken hebben we niet zelf in de hand, maar komen altijd voort uit de gehele cultuur waarin men leeft. Op die wijze is een uitzuivering en het naar de eigen hand zetten van de taal problematisch. Dit punt moet wel genuanceerd worden in die zin dat Husserl op bepaalde punten in zijn werk wel degelijk op de problemen rond taal en schrift, en hun rol binnen de wetenschap, is ingegaan.

### (Post)structuralisme
In de stromingen die de fenomenologie opvolgden, zoals het structuralisme en later het poststructuralisme en de postmoderne filosofie, werd er ook kritisch gekeken naar de fenomenologie. Vertegenwoordigers van het structuralisme, zoals Claude Lévi-Strauss (1908-2009) en Jacques Lacan (1901–1981) hadden voornamelijk kritiek op de centrale rol die de mens en zijn bewustzijn speelde in de fenomenologie. De fenomenologie heeft volgens hen geen oog voor de structurele bepaaldheid van de mens door de samenleving en de taal: de mens is niet volledig vrij en onbepaald en in staat om de dingen in hun zuiverheid te vatten. Het is net de taal en de structuurkenmerken van de cultuur die het menselijk denken en de menselijke waarneming bepalen.
Binnen het postmodernisme of poststructuralisme verschoof de kritiek dan weer op het vermeende totalitair karakter van de fenomenologie. In de lijn van Levinas stelde Jean-François Lyotard (1924-1998) de pretentie van de fenomenologie in vraag om een allesomvattend systeem te zijn. Volgens Lyotard is het tijdperk van de 'grote verhalen' die alles in zich opnemen voorbij en leven we thans in de postmoderniteit. Ook Derrida wordt vaak met deze standpunten geassocieerd. Dit toont aan dat de lijn tussen fenomenoloog en niet-fenomenoloog binnen de continentale filosofie soms moeilijk te trekken is.

### Andere kritiek
Ook buiten de stroming zelf is er van verscheidene hoeken kritiek gekomen. Zo viseerde de filosoof en antropoloog Ernest Gellner de fenomenologie en de daaruit voortvloeiende benaderingen in de menswetenschappen zoals de etnomethodologie, in zijn werk. De fenomenologische methode typeerde hij als een beslissing "to abandon the aspiration to objectivity, impersonality and abstractness, associated with science", die zich desondanks toch als "wetenschappelijke methode" naar voren wil brengen. De fenomenologie hield volgens Gellner immers net het gebrek aan een methode in: men moet niets doen en gewoon naar de wereld kijken. De fenomenologie is voor hem een soort idealisme en slaagt er niet meer in om een onderscheid te maken tussen 'fout' en 'juist': omdat de wereld grotendeels wordt gecreëerd door de menselijke geest is het niet meer duidelijk wanneer iets nu correct is of niet. De grens tussen 'kennen' en 'zijn' wordt hier volledig opgegeven.
Gellner zag fenomenologie als een symptoom van een groter verlangen van de mens, namelijk om zijn vertrouwde culturele wereld te beschermen tegen weerleggingen door de wetenschap. De moderne wetenschap typeert zich immers door het 'ontmaskeren' van vele schijnbaar cultureel juiste opvattingen. De fenomenologie maakt deze dreiging ongedaan door de Lebenswelt af te schermen van elke externe invloed: de Lebenswelt is de manier waarop wij de wereld direct zien en kan dus niet weerlegd worden.

## Fenomenologen
- Hannah Arendt
- Günther Anders
- Suzanne Bachelard
- Reinout Bakker
- Renaud Barbaras
- Simone de Beauvoir
- Oskar Becker
- Jan Hendrik van den Berg
- Maurice Blanchot
- Rudolf Boehm
- Franz Brentano
- F.J.J. Buytendijk
- Hedwig Conrad-Martius
- Jacques Derrida
- Jean-Toussaint Desanti
- Johannes Daubert
- Marvin Farber
- Eugen Fink
- Hans-Georg Gadamer
- Moritz Geiger
- Martin Heidegger
- Michel Henry
- Edmund Husserl
- Roman Ingarden
- Hans Jonas
- Kees Kwant
- Martinus J. Langeveld
- Gerardus van der Leeuw
- Emmanuel Levinas
- Johannes Linschoten
- Nico Luijpen
- Maurice Merleau-Ponty
- Gabriel Marcel
- Jean-Luc Marion
- Jan Patočka
- C.S. Peirce
- Alexander Pfänder
- Helmuth Plessner
- Adolf Reinach
- Paul Ricœur
- Gilbert Ryle
- Jean-Paul Sartre
- Max Scheler
- Alfred Schütz
- Gustav Shpet
- Edith Stein
- Stephan Strasser
- Anna-Teresa Tymieniecka
- Herman Van Breda
- Alphonse De Waelhens